# Bakhtiar Kozhataiev
Bakhtiar Kozhataiev (Petropavl, província del Kazakhstan Septentrional, 28 de març de 1992) és un ciclista kazakh. Professional des del 2013, actualment a l'equip Team Astana.

## Palmarès

### Resultats al Giro d'Itàlia
- 2016. 65è de la classificació general

### Resultats al Tour de França
- 2017. 93è de la classificació general